# Hadsund Proosdij

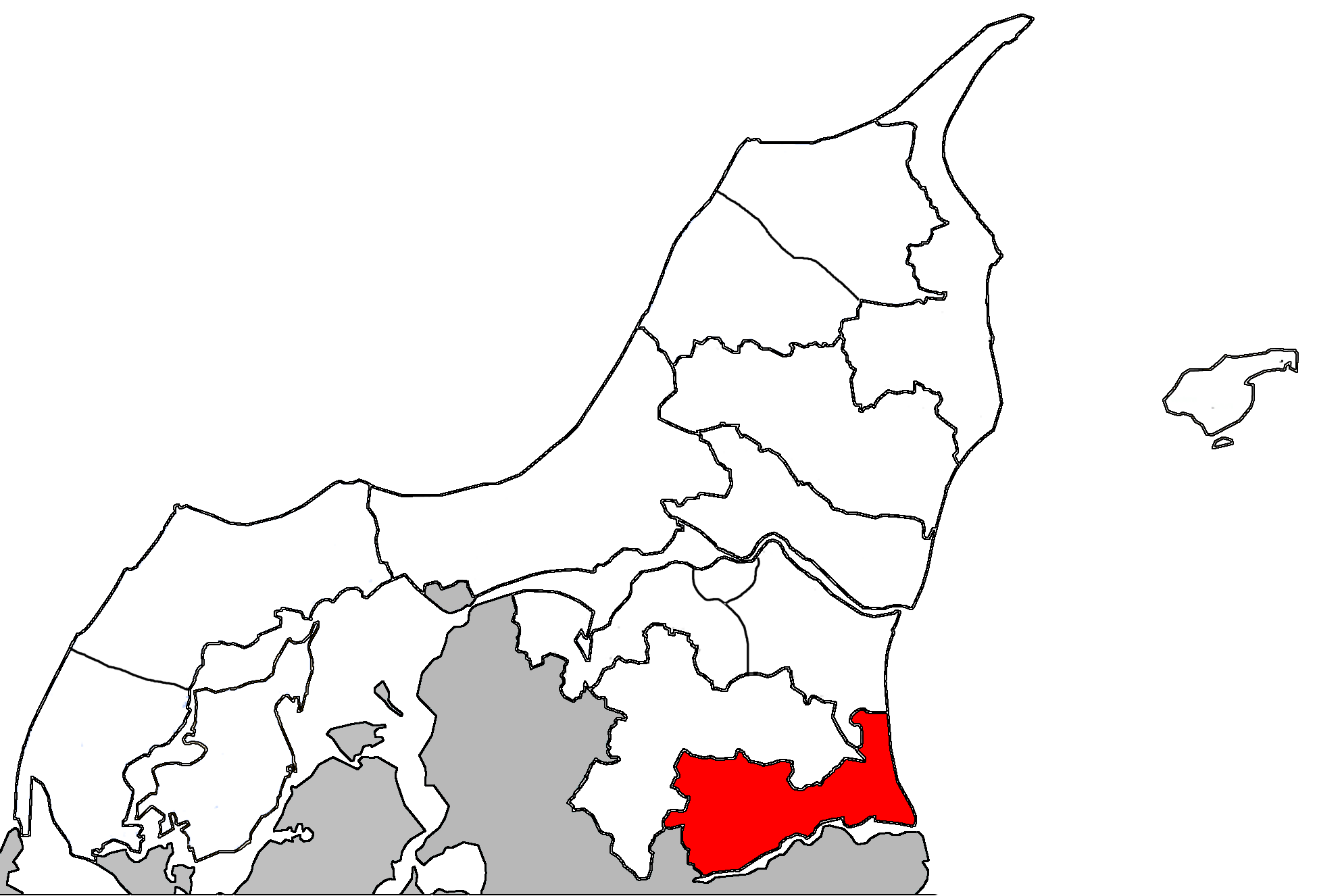
Hadsund Proosdij, bisdom Aalborg.

Hadsund Proosdij (Deens: Hadsund Provsti) is een decanaat in het bisdom Aalborg in de gemeente Mariagerfjord.
Hadsund Proosdij heeft 13 parochies met 14 kerken met 7 dominees.